# Mar Mezcua
Mar Mezcua Pallerola (Balaguer, 1984) es una astrofísica española reconocida por sus investigaciones sobre los agujeros negros, los agujeros negros de masa intermedia, los agujeros negros estelares creados en las supernovas, y los agujeros negros supermasivos en los centros de las galaxias.

## Trayectoria
Mezcua se licenció en Física por la Universidad Autónoma de Barcelona en 2005, y se especializó en Astrofísica en la Universidad de La Laguna (Tenerife) en 2007. Posteriormente completó sus estudios y se doctoró en 2011 a través del Instituto Max Planck de Astronomía con la tesis titulada Agujeros negros supermasivos binarios en galaxias activas.
Además, realizó un postdoctorado en el Instituto de Astrofísica de Canarias, y continuó formándose a lo largo de los años en diferentes universidades como la Centro de astrofísica Harvard-Smithsonian enCambridge (Estados Unidos) o la Universidad de Montreal en Canadá.
En 2021, Mezcua pasó a formar parte de la pantilla del Instituto de Estudios Espaciales de Cataluña (IEEC) como cientifica titular, donde ha liderado una investigación con compañeros de varios países en la que han descubierto agujeros negros supermasivos en galaxias enanas cuando el universo era mucho más joven que el actual.

## Reconocimientos
En 2017, Mar Mezcua Pallerola regresó a Barcelona para incorporarse al Instituto de Estudios Espaciales de Cataluña (IEEC) tras lograr varias becas: la Juan de la Cierva, la Beatriz de Pinoso, y la beca Ramón y Cajal. La finalidad de estas becas es la de promover la incorporación de forma estable de personal investigador con una trayectoria destacada en organismos de investigación del Sistema Español de Ciencia, Tecnología y de Innovación.